# Historique du parcours européen du Leinster Rugby
 (avril 2025).
Motif : Aucune rédaction sourcée ne vient appuyer cet immense TI, qui n'est qu'une base de donnée très parcellaire à ce jour
- Archive Wikiwix
- Bing
- Cairn
- DuckDuckGo
- E. Universalis
- Gallica
- Google
- G. Books
- G. News
- G. Scholar
- Persée
- Qwant
- (zh) Baidu
- (ru) Yandex
- (wd) trouver des œuvres sur Wikidata

| 1. | Préciser le motif de la pose du bandeau. | Précisez le motif de la pose du bandeau en utilisant la syntaxe suivante : {{admissibilité à vérifier\|date=avril 2025\|motif=remplacez ce texte par le motif}}                                                        |
| 2. | Informer les utilisateurs concernés.     | Pensez à avertir le créateur de l'article, par exemple, en insérant le code ci-dessous sur sa page de discussion : {{subst:avertissement admissibilité à vérifier\|Historique du parcours européen du Leinster Rugby}} |

Le Leinster Rugby a souvent brillé en Coupe d'Europe (vainqueur en 2009, 2011, 2012) et en Challenge européen (vainqueur en 2013).

## Historique

### 2008-2009
Le club participe à la Coupe d'Europe. Terminant premier de la poule 2 le club continue la compétition en participant à la phase à élimination directe et remporte la finale 19-16 contre les Leicester Tigers.
Coupe d'Europe:
| Date             | Tour                          | Club              | Score | Club              |
| ---------------- | ----------------------------- | ----------------- | ----- | ----------------- |
| 11 octobre 2008  | Phase de poules, poule 2 : J1 | Edinburgh         | 16-27 | Leinster          |
| 18 octobre 2008  | Phase de poules, poule 2 : J2 | Leinster          | 41-11 | London Wasps      |
| 6 décembre 2008  | Phase de poules, poule 2 : J3 | Leinster          | 33-3  | Castres olympique |
| 12 décembre 2008 | Phase de poules, poule 2 : J4 | Castres olympique | 18-15 | Leinster          |
| 17 janvier 2009  | Phase de poules, poule 2 : J5 | London Wasps      | 19-12 | Leinster          |
| 25 janvier 2009  | Phase de poules, poule 2 : J6 | Leinster          | 12-3  | Edinburgh         |

## Bilan

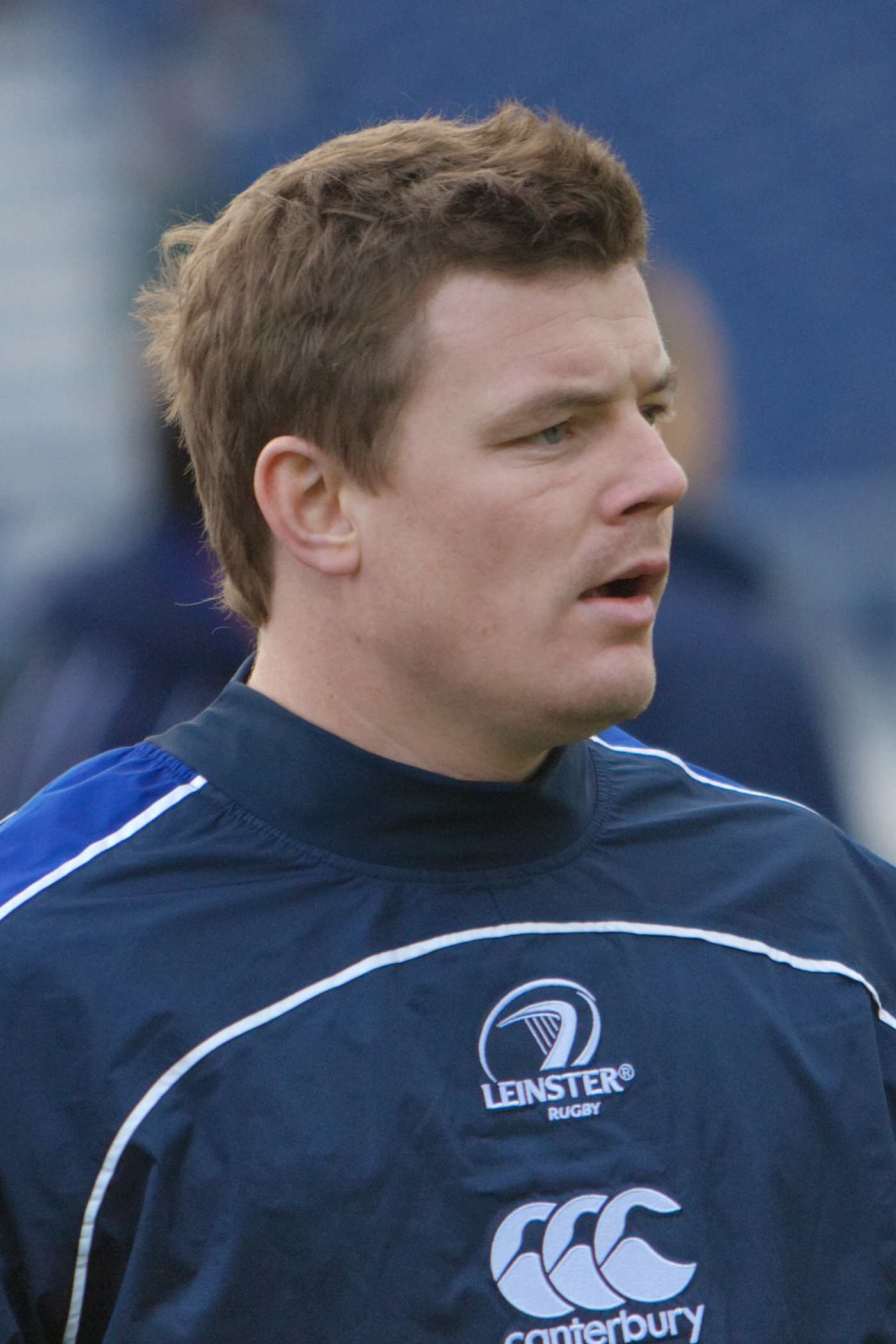
L'Irlandais Brian O'Driscoll, meilleur marqueur d'essais du Leinster en Coupe d'Europe avec 33 essais